# Vila Propício
| \| Vila Propício \| |
| Lage in Brasilien   |
| Vila Propício       |

| Vila Propício |

Vila Propício ist eine brasilianische politische Gemeinde im Bundesstaat Goiás in der Mesoregion Ost-Goiás und in der Mikroregion Entorno de Brasília. Sie liegt nordwestlich der brasilianischen Hauptstadt Brasília und nordöstlich von Goiânia, der Hauptstadt des Bundesstaates.

## Geographische Lage
Vila Propício grenzt
- im Norden an Niquelândia
- im Osten an Mimoso de Goiás und Padre Bernardo
- im Süden an Pirenópolis und Cocalzinho de Goiás
- im Westen an Goianésia und Barro Alto